# Dębiniec (Grande-Pologne)
Pour les articles homonymes, voir Dębiniec.
Dębiniec est une localité polonaise de la gmina de Margonin, située dans le powiat de Chodzież en voïvodie de Grande-Pologne.